# Margarete Schörl

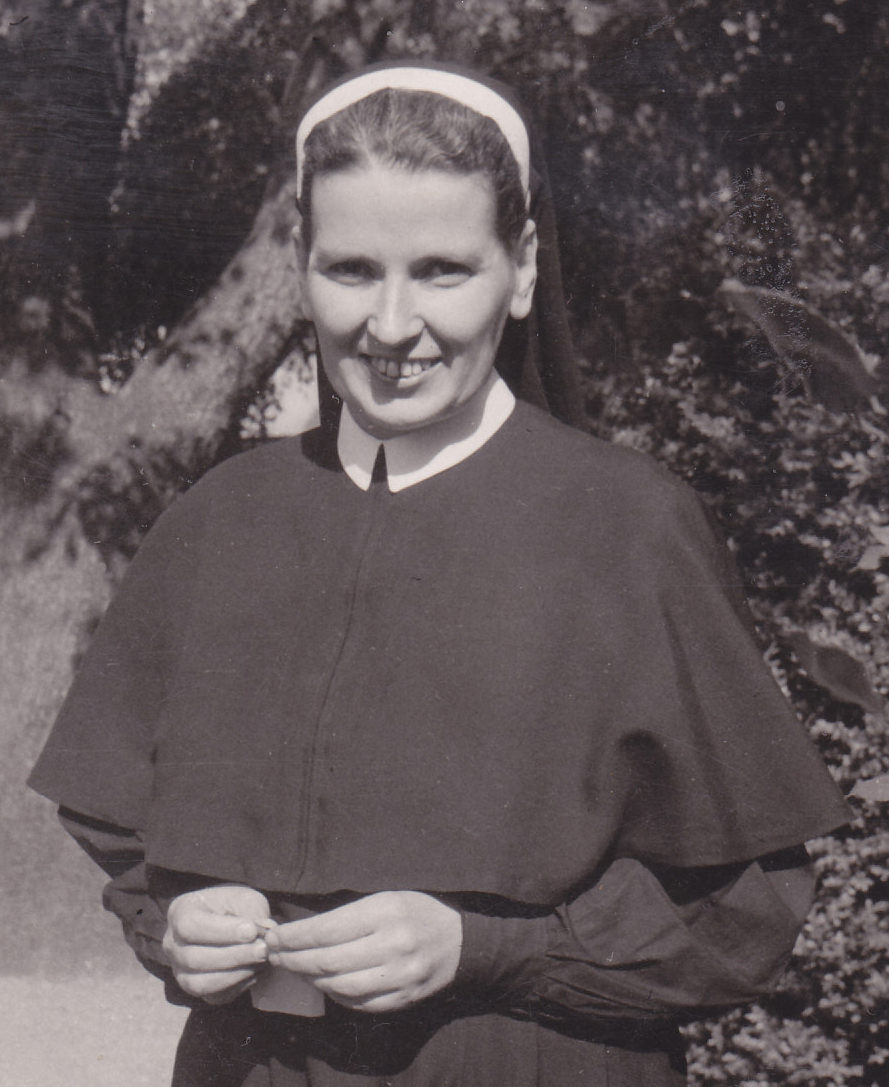
Mater Margarete Schörl (~1962)

Margarete Schörl (* 27. September 1912 in Wien; † 4. Dezember 1991 in St. Pölten) war eine österreichische Kindergartenpädagogin.
Alexa Schütze bezeichnet sie in ihrer wissenschaftlichen Arbeit als reformerische Ideengeberin der Kindergartenpädagogik im deutschsprachigen Raum nach 1945. Magret Sönnichsen konstatiert, dass „die Pädagogik der M. M. Schörl ein Konzept offener Kindergartenarbeit ist“. Innerhalb der Vorschulerziehung wurde aufgrund ihres Wirkens der Begriff Schörlpädagogik geprägt, wobei vor allem christlich gebundene Kindertagesstätten sich an diesem Konzept orientieren.

## Leben
Schörls Mutter Leopoldine, geb. Hörmann, war Tochter eines Abteilungsleiters im k. u. k. Versatzamt. Sie heiratete 1909 Johann Schörl, Schätzmeister im k. u. k. Versatzamt, dem heutigen Wiener Dorotheum. Der Vater starb 1916 und ließ seinen 5-jährigen Sohn Hans und seine 4-jährige Tochter Margarete als Halbwaisen zurück. Die Mutter heiratete zwei Jahre darauf den Elektro-Ingenieur Georg Schodterer. Die Familie übersiedelte nach Wels, wo 1919 Sohn Heribert geboren wurde, und später nach Bad Ischl. Der Stiefvater von Margarete Schörl erkrankte an Tuberkulose und starb 1922, die Mutter infolge Ansteckung an der gleichen Krankheit ein Jahr danach.
Margarete Schörl wurde in Rohrendorf bei Krems von einer Schwester der Mutter und deren Mann aufgenommen, wo ihr Halbbruder Heribert bereits vor dem Tod der Eltern gewohnt hatte. Ihr Bruder Hans begann 1923 beim Cousin seines Stiefvaters, Robert Schodterer, in Bad Ischl eine Lehre als Gold- und Silberschmied, wodurch die herzlich verbundenen Geschwister getrennt wurden.
Nach Grundschule und Ausbildung an der Höheren Lehranstalt für wirtschaftliche Frauenberufe trat Margarete Schörl 1933 in den Orden der „Englischen Fräulein“ in Krems an der Donau ein. 1940 legte sie die ewigen Gelübde ab. 1937 absolvierte die junge Ordensfrau als „Externe“ das Kindergärtnerinnenexamen am Seminar der „Kongregation der Armen Schulsschwestern vom 3. Orden“ in Amstetten. Nach dem Anschluss Österreichs (an das nationalsozialistische Deutsche Reich) mussten die „Englischen Fräulein“ ihr Institut schließen. Schörl arbeitete folgend als Privaterzieherin in Krems, Schiltern und Bad Reichenhall.
Die Ordensfrau hatte 1951 noch den letzten von Maria Montessori in Innsbruck initiierten und von ihrer Assistentin Giuliana Sorge (1903–1987) geleiteten 30. Internationalen Montessori-Kurs, der drei Monate dauerte, absolviert. Sie lernte Maria Montessori persönlich kennen und nahm an deren Begräbnis 1952 teil.

## Pädagogisches Wirken nach 1945
Nach 1945 kehrte sie wieder zu ihrem Orden nach Krems zurück und errichtete einen Kindergarten. Dort entwickelte sie ihre „sozialpädagogische Methode der Spielführung“, das Raumteilverfahren, in engster Zusammenarbeit mit der Kindergartenpädagogin Margarete Schmaus. Diese Methode unterstützt das Bedürfnis und den Wunsch der Kinder, wahlweise allein, zu zweit neben- oder miteinander und in kleinen Gruppen zu spielen oder andere Aktivitäten durchzuführen.
Schörls Prinzip der mobilen und immobilen Raumteile als sozialpädagogische Methode der Spielführung wurde später eingeschätzt als „ein ganz neuer Ansatz einer kinderorientierten Pädagogik, die sich seither in vielfältiger Weise weiterentwickelt hat. Das Bewusstsein für den 'Raum als 3. Pädagoge', einer vielzitierten, aber auch vielfältig interpretierten Metapher, ist bis heute Basis fast aller pädagogischen Konzepte“.
Neben dem Raumteilverfahren, welches „bis heute in allen Kindergärten vorhanden ist“ (Gary 2006), betonte sie auch die hohe Bedeutung des Spiels für die kindliche Entwicklung. Da dem Kind die Sprache nur begrenzt zur Verfügung steht, drückt es sich darum durch das Spiel aus.

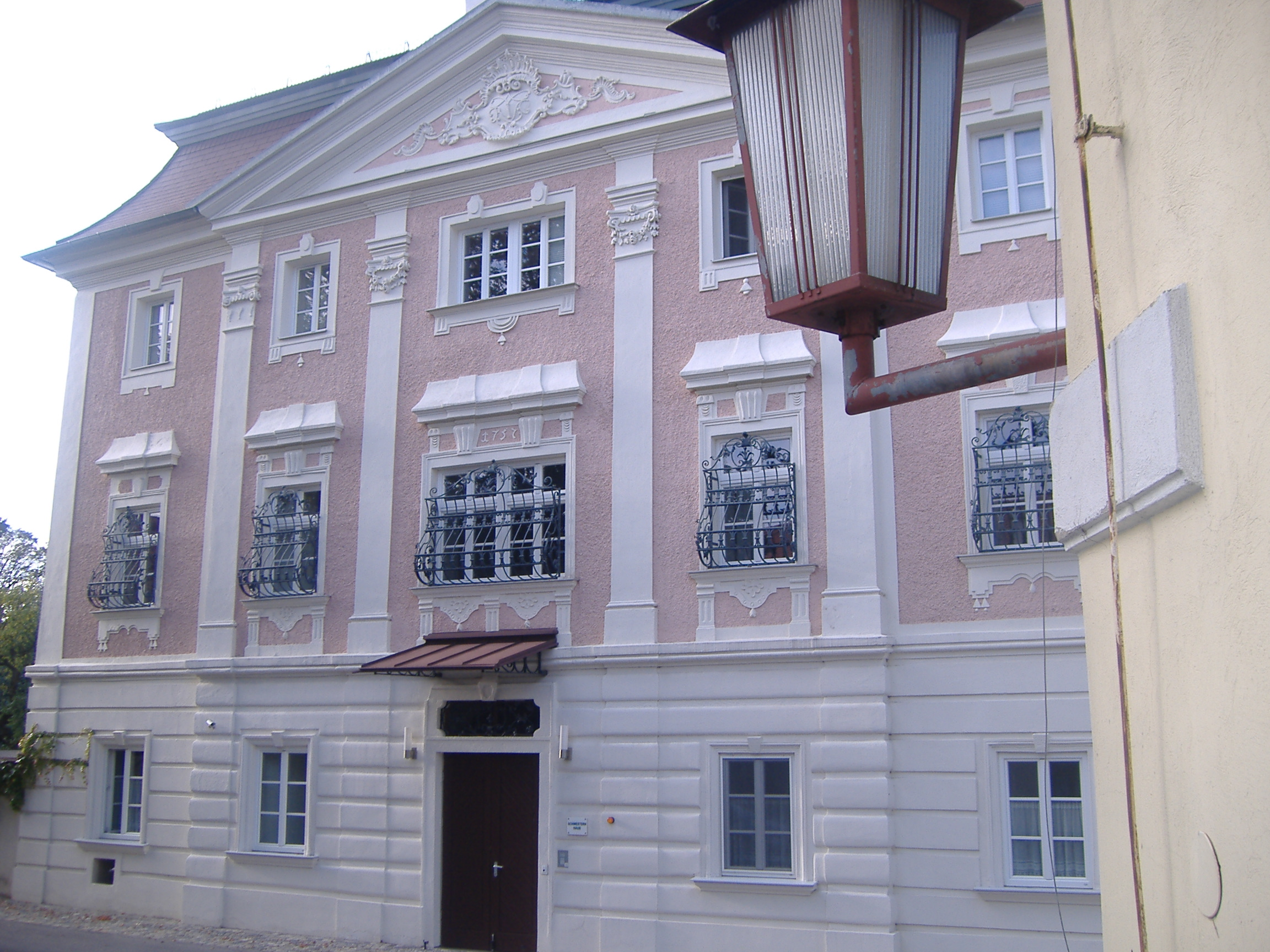
Schwesternhaus in St. Pölten, dort lebte Mater Schörl zuletzt

Entschieden wandte sich die Pädagogin gegen die seinerzeit weit verbreiteten sowie hoch im Kurs stehenden „programmierten Spielmaterialien“, mit folgender Begründung:

„Wenn man Kindern zuviel 'didaktisches Material' zur Verfügung stellt, werden sie einseitig trainiert. Damit werden sie wohl vorbereitet für eine Arbeit an einer Maschine, einem Fließband, aber nicht instandgesetzt zu einer freien Verfügbarkeit ihres Geistes. Gibt man ihnen andere Dinge, gestaltbares Material, dann lernen sie über die Dinge und ihre eigenen geistigen Möglichkeiten frei zu verfügen, eben nicht in programmierten Bahnen zu denken.“

Wichtig war für Schörl die frühkindliche Glaubenserziehung, zumal die Zahl der Kinder, die im Kindergarten erstmals von Gott hören und dort ihr erstes Gebet lernen, immer größer wurde. Um dem entgegenzuwirken, verfasste sie zusammen mit Margarete Schmaus Erneuerung der Glaubenserziehung im Kindergarten.
Margarete Schörl wirkte in großem Umfang als Referentin zur (katholischen) Kindergartenpädagogik. Dabei war es Margarete Schmaus, die die Kurse und Vorträge der Klosterfrau „penibel vorbereitete und ausformulierte.“. Neben vielen Orten in Österreich führte sie ihre Vortragstätigkeit auch in die (deutschsprachige) Schweiz und nach Deutschland u. a. in die Diözesen (Bistümer) Augsburg, Bamberg, Eichstätt, München und Freising, Passau, Regensburg, Würzburg, Freiburg im Breisgau, Rottenburg und Stuttgart, Hildesheim, Trier sowie Osnabrück. Dabei betonte sie stets, dass alle Pädagogik und alles Erziehen letztlich um der Freiheit des Menschen geschieht, dass es gilt, die anvertrauten Kinder wertzuschätzen und zu achten und dass alles Erziehen zugleich auch „ein Wagnis ins Unbekannte“ sei. Ferner war sie acht Jahre Präsidentin der Internationalen Kommission für Vorschulerziehung des BICE.

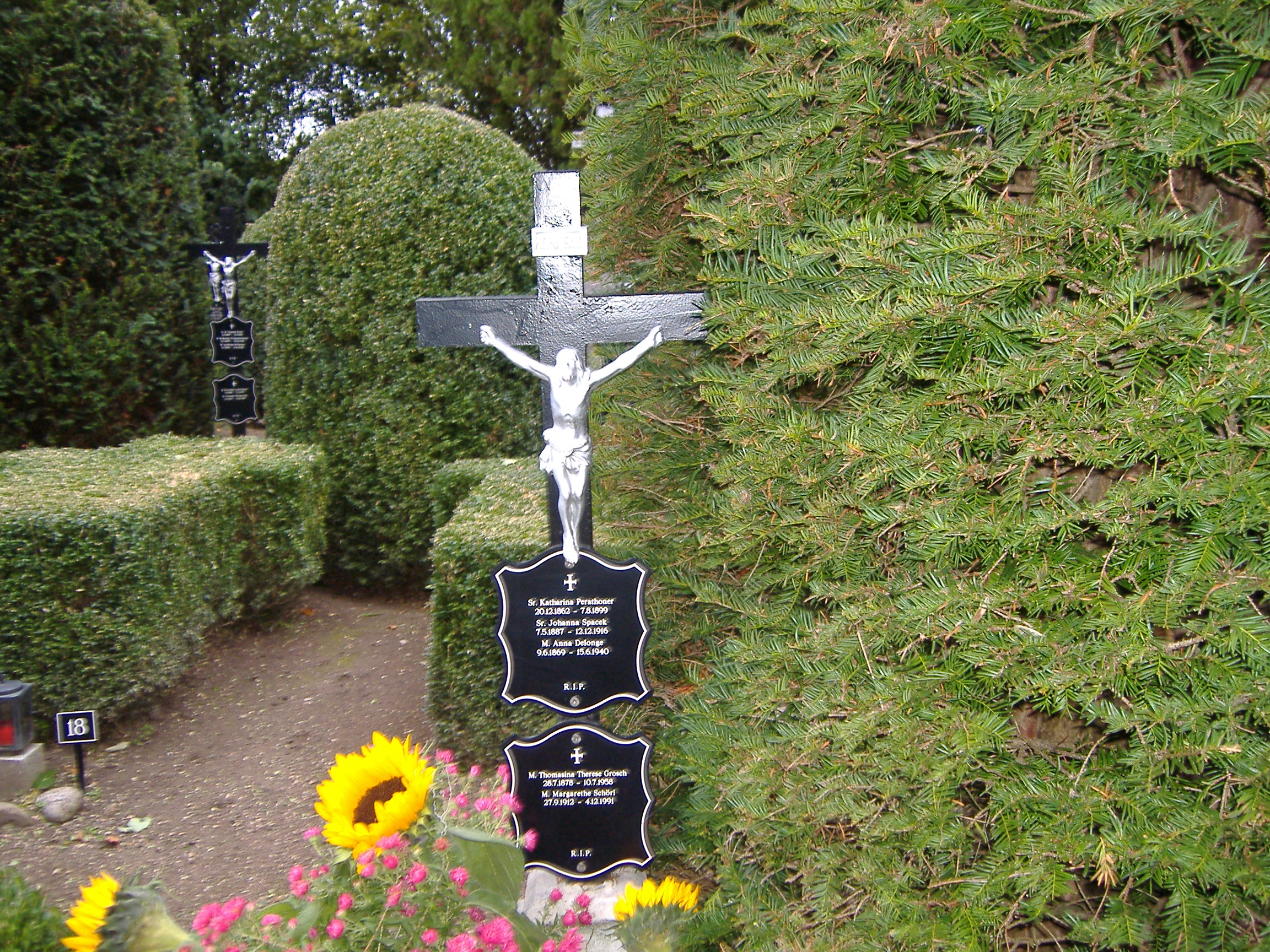
Grabstätte von Mater Schörl am Friedhof der CJ am „Lilienhof“ in St.Pölten-Stattersdorf

1989 erschien das erste Fachbuch, das sich ausführlich mit der Schörlpädagogik befasste, verfasst von Elfriede Hilbers und Sr. M. Virginis Jostock (Alltag im Kindergarten pädagogisch gestalten. Erfahrungen aus der Praxis für die Praxis).

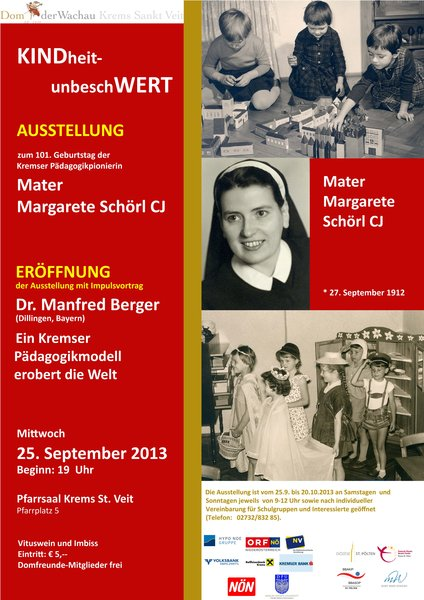
Plakat zur Ausstellung über Margarete Schörl und ihre Pädagogik im Pfarrsaal St. Veit in Krems (vom 25. September bis 20. Oktober 2013)

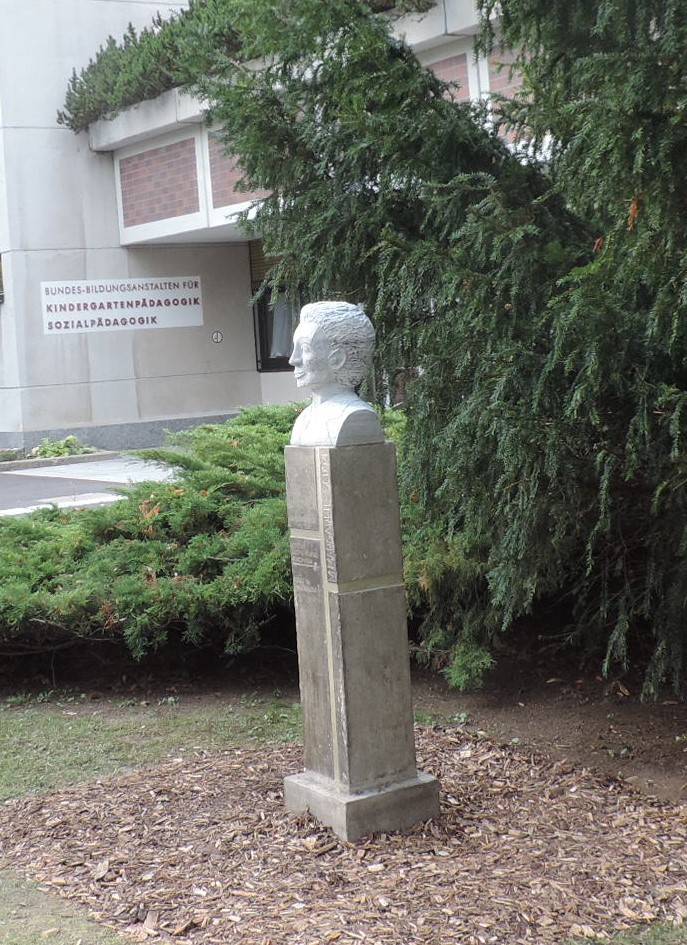
Denkmal für Mater M. Schörl in St. Pölten. Künstlerin Tanja Jetzinger-Kössler

## Nachwirkung
Die Sozialarbeiterinnen Huberta von Gumppenberg und Anna Hagenbusch, die Sozialpädagogin Brigitta Riedel, die Kindergärtnerinnen Elfriede Hilbers und Sr. M. Virginis Jostock (die bereits 1989 das erste Fachbuch zur Schörlpädagogik veröffentlicht hatten) und der Erziehungswissenschaftler Manfred Berger waren/sind maßgebend an der Verbreitung der Schörl-/Schmauspädagogik im deutschsprachigen Raum beteiligt. Berger organisierte bereits zwei Jahre nach dem Tod Schörls eine umfangreiche Ausstellung für das Ida-Seele-Archiv: Zur Aktualität der Pädagogik nach Mater Margarete Schörl (1912–1991).
Fachbücher wie Freiraum Kindergarten (ca. 1998), Selber denken macht gescheit! (2003) und Schörlpädagogik. Einführung in ein klassisches Kindergartenkonzept (2019) argumentierten, dass die „Schörlpädagogik“ nicht allein auf das Raumteilverfahren beschränkt werden könne, sondern eine ganzheitliche Sicht auf das Kind vertrete.
Anlässlich ihres 100. Geburtstages fanden in St. Pölten eine Ausstellung, eine Festveranstaltung, Gedenkmesse und Workshoptage statt.
Margarete Schörl und ihre Pädagogik waren in Österreich und Deutschland Gegenstand von Ausstellungen und Fachtagungen. Die Katholische Erwachsenenbildung Hannover der Diözese Hildesheim bietet Schörlpädagogik-Zertifikationskurse an. Der 105. Geburtstag von Mater Schörl wurde mit der Enthüllung einer Stele begangen. Damit verbunden war eine dreitägige Tagung zur Schörlpädagogik, die gleichzeitig die Startveranstaltung des Erasmus+- EU-Projektes, unter Leitung von Doris Kloimstein, war. Unter anderem gestalteten Anna Ruschka und Elfriede Lechner einen Workshop: „Auf den kreativen Spuren von M. M. Schörl: Selber denken macht gescheit, selber malen macht ausdrucksstark“.
Vom 2. bis 5. Juli 2019 fand in Ulm ein Symposium zum Thema „Die Schörl-/Schmauspädagogik im Kontext ausgewählter frühpädagogischer Konzepte“ statt. Dieses wurde aufgrund der hohen Nachfrage vom 2. bis 5. März 2020 in München wiederholt. Bei beiden Veranstaltungen hielt der Schörl-/Schmauspädagogik-Experte Manfred Berger das Hauptreferat zum Thema: „Die Schörl-/Schmauspädagogik im Kontext neuester wissenschaftlicher Forschungsergebnisse zur Frühpädagogik“ (veröffentlicht im Dokumentationsbericht über die Tagungen). Der Referent berücksichtigte in seinen Vorträgen bisher noch völlig unbekannte (unentdeckte) Aufsätze von Mater Schörl und Margarete Schmaus zum Raumteilverfahren und zur nachgehenden Führung durch die Kindergärtnerin. Die Tagungen waren verbunden mit einer Ausstellung zur Schörl-/Schmauspädagogik. Vom 23. bis 25. Juni 2022 veranstaltete das Ida-Seele-Archiv eine Fortbildungsmaßnahme zur Schörl-/Schmauspädagogik (mit Ausstellung) unter dem Motto: „'Freiheit soviel wie möglich, Führung soviel wie nötig'. Die Schörl-/Schmauspädagogik ein brauchbares frühpädagogisches Konzept?“.

## Auszeichnungen und Ehrungen (posthum)
- 2017 Zu ihrem 105. Geburtstag wurde die Ordensfrau mit einem Denkmal geehrt.[23][24][25][26][27] Im deutschsprachigen Raum wurde dies bisher nur noch zwei Kindergärtnerinnen zuteil, Angelika Hartmann und Ida Seele.[28]
- 27. April 2021: Die Stadt Krems hat eine Gasse im Stadtteil Stein nach Margarete Schörl benannt[29][30].

## Werke
Tonträger
- Schallplatte: Sprachentwicklung eines Kindes (ca. 1940).

Filmproduktionen
- Unsere Jugend versteht das Kleinkind (ca. 1940).
- Im Kindergarten (1948).
- Kindergartenstudie I: Das Raumteilverfahren (ca. 1950)[31].
- Kindergartenstudie II: Wie spielt das drei-, vier- und fünfjährige Kind? (ca. 1950).

Bücher, Aufsätze (Auswahl)
- Aus meinem Kindergarten. In: A. Niegel (Hrsg.): Gegenwartsfragen der Kindergartenerziehung. Wien 1950, S. 81–92.
- Feste feiern. In: A. Niegel (Hrsg.): Gegenwartsfragen der Kindergartenerziehung. Wien 1950, S. 241–248.
- Freiheit soviel wie möglich, Führung soviel wie nötig, in: Kindergartenmagazin 1952, S. 21–34
- Das Raumteilverfahren und seine Bedeutung für das kindliche Spiel im Kindergarten, in: Kindergartenmagazin 1952, S. 67–72
- Spielfreiheit und Führungsarbeit, in: Kindergartenmagazin 1953, S. 12–16
- Über welche Denkmöglichkeiten verfügt das Kindergartenkind?, in: Kindergartenmagazin 1953, S. 35–38
- Der Raum im Kindergarten: Lebens- und Freiraum, in: Kindergartenmagazin 1953, S. 49–53
- Die nachgehend führende Kindergärtnerin, in: Kindergartenmagazin 1953, S. 65–71
- Ein Gespräch über das Raumteilverfahren. in: Unsere Kinder 1953, S. 9–10.
- Was kann ich von der Montessoripädagogik und der Fröbelpädagogik für meinen Kindergarten gebrauchen? Ein Vergleich, in: Kindergartenmagazin 1954, S. 2–9
- Zur Frage: „Leiden Kinder im Kindergarten?“ In: Unsere Kinder 1954, S. 141–143
- Wie das Aufräumen im Kindergartenalltag gelingt. In: Kindergartenmagazin 1955, S. 4–8
- Auf die ersten sechs Jahre kommt es an. Der Kindergarten eine wichtige Erziehungs- und Bildungsinstitution, in: Kindergartenmagazin 1955, S. 16–21
- Wenn die Kindergärtnerin vom Sommerurlaub … In: Unsere Kinder 1955, S. 104
- Die Lehren Fröbels und Montessoris in der Erziehungssituation unserer Zeit. In: Kinderheim 1956, S. 214–223.
- Das Raumteilverfahren. In: Kinderheim 1959, S. 215–218.
- Glaubenserziehung – Gott nahe kommen. In: Welt des Kindes 1967, S. 190–191.
- Über Raumteile und das Raumteilverfahren. In: I. Zieglauer-Moosbrugger: Deutsche und ladinische Kindergärten in Südtirol. Bozen 1982, S. 57–60.

Zusammen mit Margarete Schmaus
- Kindliche Produktivität und „ganzheitliches Erleben“ in der Montessorimethode und der Fröbelpädagogik, in: Kindergartenmagazin 1952, S. 2–7
- Die freie Selbstbetätigung im Kindergarten, in: Kindergartenmagazin 1954, S. 12–16
- Dort anfangen, wo das Kind steht, in: Kindergartenmagazin 1954, S. 56–59
- Die Bildungsarbeit der Kindergärtnerin. München 1958.
- Die sozialpädagogische Arbeit der Kindergärtnerin. München 1964.
- Beispiele zum religiösen Leben im Kindergarten, in: Kinder im Dialog 1966, S. 18–24
- Erneuerung der Glaubenserziehung im Kindergarten. München 1968.
- Sozialpädagogische Arbeit im Kindergarten. München 1978.
- Können Kinder spielend lernen?, in: Schule und Hochschule 1967, S. 2–4